# 2 هارتس
«2 هارتس» (بالإنجليزية: 2 Hearts)‏ أو «قلبان» هي أغنية للفنانة الأسترالية كايلي مينوغ وأخذت من ألبومها العاشر إكس (2007). وهي من تأليف وإنتاج جيم إليوت وميما ستيلويل من فريق الإلكتروبوب البريطاني كيش موف. في البداية، وتم إصدارها في 9 نوفمبر 2007 من قبل بارلوفون. وهي أول أغنية تجارية لمينوغ منذ أن تم تشخيصها بسرطان الثدي في مايو 2005. توقفت مينوغ بين عامي 2005 و 2007 لتبدأ رحلة الشفاء من مرضها.
الأغنية هي تقليد لأغنية فريق كيش موف. وهي أغنية بوب روك بها عناصر من موسيقى الغلام روك والروك أند رول. وتعتمد الأغنية على الغيتارات الكهربائية، والغيتارات الصوتية، والطبول، لوحات المفاتيح ووصلات البيانو. تلقت الأغنية ردود فعل متباينة من نقاد الموسيقى عند صدورها. وقد أشادوا بقوة الأغنية، ولكنها تلقت الانتقادات بسبب الإنتاج الذي قيل أنه لم يرقى لمستوى التوقعات.
حققت الأغنية النجاح في جميع أنحاء العالم. تصدرت قائمة الأغاني في موطنها أستراليا وكذلك في إسبانيا، في حين وصلت للمراكز العشرة الأوائل في إيطاليا والسويد والمملكة المتحدة والنرويج وسويسرا. تم إصدار الأغنية في أمريكا الشمالية، إلا أنها لم تدخل أيا من قوائم بيلبورد، ولكنها دخلت القوائم في كندا. تم إخراج فيديو كليب الأغنية من قبل دون شادفورث وتم التصوير في استوديوهات شيبرتون في لندن. وتظهر مينوغ وهي تؤدي الأغنية على المسرح، حيث ترقص على بيانو وتظهر الفرقة بجانبها وهي تعزف الأغنية.
وردت الأغنية على ثلاث من جولات مينوغ. أولها كانت جولة كايلي إكس 2008. تم تجهيز المسرح بديكور أخضر، وتم وضع جمجمة ضخمة وراء ظهرها. وظهرت الأغنية أيضا في جولتها في أمريكا الشمالية فور يو فور مي. ثم أضيفت الأغنية إلى جولة أفروديت وورلد، حيث غنتها في اليابان فقط.

## الخلفية والإصدار
قبل أن تبدأ مينوج بإنتاج ألبوم X، كان تروج لألبوم Ultimate Kylie في 2004 الذي يضم أفضل أعمالها في جولتها «كايلي شوجيرل: جولة أفضل الأعمال». قدمت الجولة في أوروبا والمملكة المتحدة وكان من المقرر أن تستكملها في أستراليا وآسيا. ومع ذلك، تم تشخيص مينوغ بسرطان الثدي في 17 مايو 2005 وهي في سن السادسة والثلاثين. فقامت إدارتها بتأجيل ما تبقى من الجولة وكذلك فقرتها في مهرجان غلاستونبري. وقد تم نقلها إلى مستشفى في ملبورن حتى تخضع للعلاج، ولكن تبع هذا تغطية إعلامية قصيرة ولكنها مكثفة، خاصة في أستراليا. خضعت مينوغ لعملية جراحية في 21 مايو 2005 في مستشفى كابريني في مالفرن، وبعد فترة وجيزة بدء العلاج الكيميائي.
وبعد التعافي من التشخيص، بدأت مينوغ بكتابة الأغاني مع اقتراب نهاية علاج السرطان في منتصف عام 2006 بعد أن توقفت عن أعمال الموسيقى لنحو عام. بقيت مينوغ لفترة نقاهة بعد السرطان، وكان X أول ألبوم لها تعده وهي بصحتها بعد أن ظلت تعمل سابقا في دورة مستمرة من جلسات التسجيل والإصدارات والجولات. مينوغ جولتها بعنوان "Showgirl Homecoming" بعد أن شفيت من هذا المرض. بدأت أول عرض في سيدني وأعادت صياغة الرقصات والأزياء لهذا المعرض. وبحلول عام 2007، حددت مينوغ موعدا للعروض في المملكة المتحدة.
تم تسريب أغنية «2 هارتس» ونسخها الممزوجة على مواقع مشاركة الملفات في 9 أكتوبر 2007. أصدرت الأغنية بنسخ مختلفة في جميع أنحاء العالم. أصدرت الأغنية في معظم الأقاليم تلقت على قرص مدمج وتحميل رقمي، كما أصدرت أيضا بطبعة فينيل محدودة في المملكة المتحدة. تم إصدار الأغنية بشكل ترويجي في نيوزيلندا على قرص مدمج، حيث حصل المعجبون على نسخ مجانية، وذلك بعد الترويج لفيلم مينوج «الماس الأبيض». وفي المملكة المتحدة، تم نشر الأغنية للإذاعة في 10 أكتوبر 2007.

## التسجيل والتأليف
بدأت مينوغ تسجيل أغاني ألبوم X بعد تعافيها، وبدأت جلسات التسجيل في لندن. تم تأليف وتسجيل «2 هارتس» أصلا من قبل فرقة الإلكترو اللندنية كيش موف، والتي أعطت الأغنية لمينوغ. قالت مينوغ تعليقا على الأغنية إنها «أحبتها منذ اللحظة التي سمعتها فيها». كما وصفت جلسات التسجيل مع كيش موف بأنها «مبهجة». كما أنتجت فرقة كيش موف معها أغنية إضافية بعنوان أنها أنتجت أيضا مسار يسمى "Lose Control".
اعتمدت موسيقى الأغنية على القيثارات الكهربائية والصوتية والطبول ولوحات المفاتيح. تتبع الأغنية في الأبيات الرئيسية نغمة Am-G. وتتبع في اللازمة نغمة F-Dm7-Am-C. تتحدث الأغنية عن الراوية التي تقع في حب شخص ما في حين أنها تشعر أنها تنسى نفسها.